# Dismas Nsengiyaremye
Dismas Nsengiyaremye est un homme politique rwandais né en 1945. Il a été Premier ministre entre le 2 avril 1992 et le 18 juillet 1993.

## Voir Aussi
- Liste des Premiers ministres du Rwanda